# Stadl-Paura
Stadl-Paura osztrák mezőváros Felső-Ausztria Welsvidéki járásában. 2021 januárjában 4968 lakosa volt. 

## Elhelyezkedése

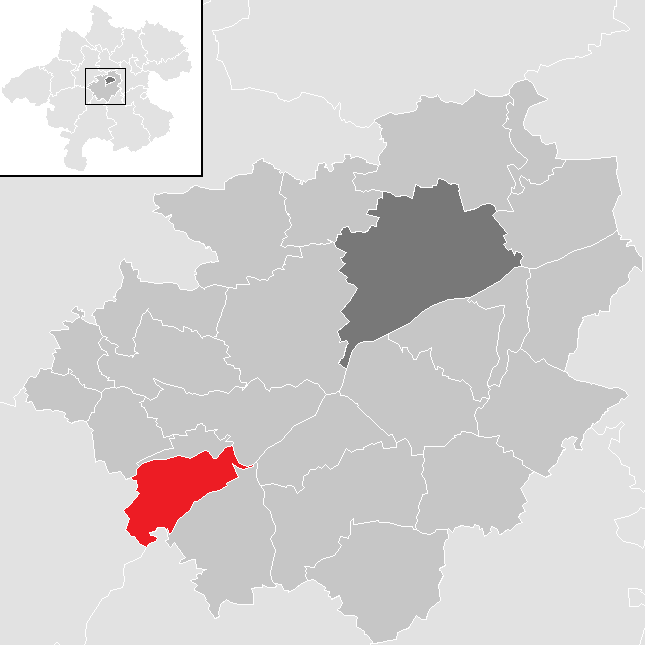
Stadl-Paura a Welsvidéki járásban

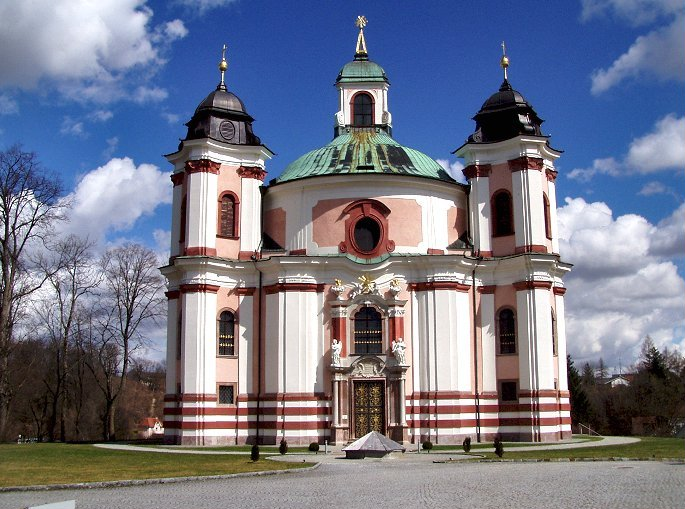
A Szentháromság-plébániatemplom

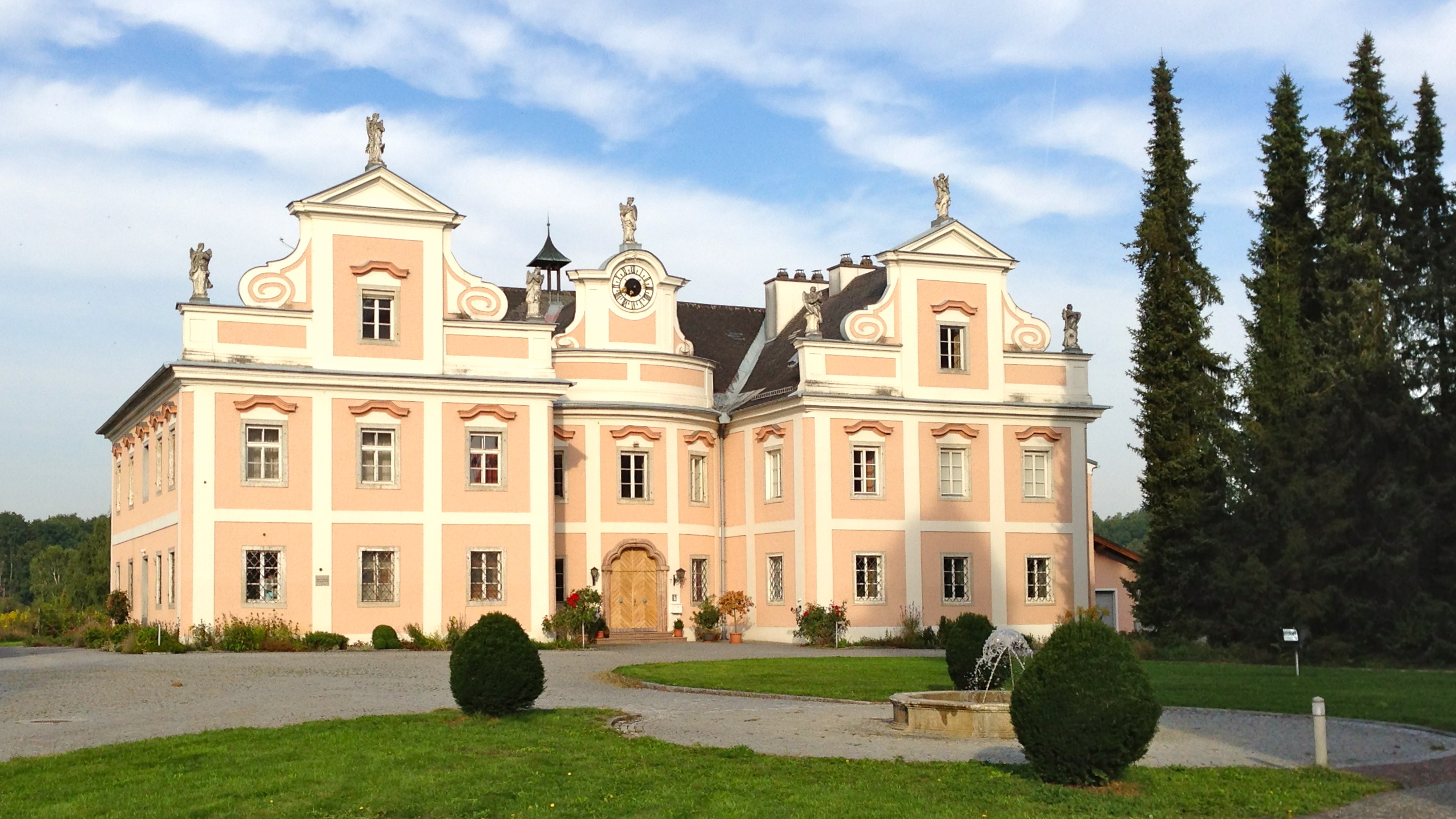
A katolikus plébánia

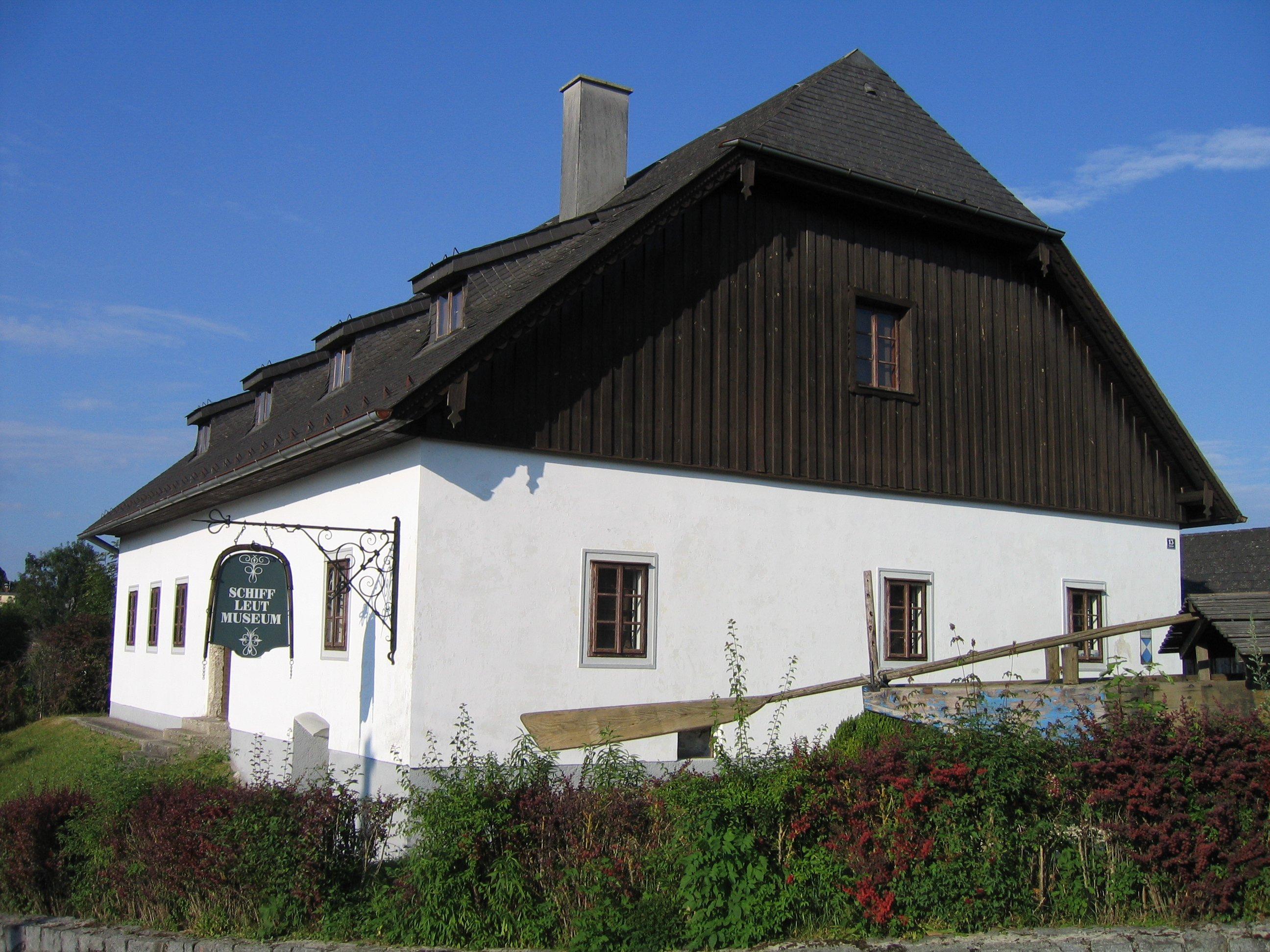
A bárkamúzeum

Stadl-Paura a tartomány Hausruckviertel régiójában fekszik a Traun és az Ager folyók találkozásánál. Területének 65%-a erdő, 10,6% áll mezőgazdasági művelés alatt. Az önkormányzat 3 települést, illetve településrészt egyesít: Stadl-Hausruck (1222 lakos 2021-ben), Stadl-Traun (3629) és Stadl-Ufer (117). 
A környező önkormányzatok: északnyugatra Neukirchen bei Lambach, északra Lambach, északkeletre Edt bei Lambach, délkeletre Bad Wimsbach-Neydharting, délre Roitham am Traunfall, délnyugatra Rüstorf.

## Története
A mezőváros helyén az újkőkor óta létezik település, ugyanis a hallstatti bányákban fejtett sót a Traun folyón szállították, de annak vízesése előtt szekerekre vagy málhásállatokra kellett átpakolni, majd a mai Stadlnál rakodták át ismét csónakokra. A bronzkorban már cölöpfallal megerődített település állt a Paura-dombon. A középkorban a Paura-domb lassan elnéptelenedett, ezzel párhuzamosan Stadl fejlődésnek indult. 
Már a 14. században történtek próbálkozások a Traun-vízesés megkerülésére, a 16. században pedig 400 m hosszú csatornát építettek. A só átrakodására azonban továbbra is szükség volt, mert Stadl alatt a Traun medre kiszélesedik és sekéllyé válik, emiatt a nagyobb bárkák számára hajózhatatlan lesz. Stadl jelentősége a 19. században indult hanyatlásnak, amikor Hallstatt bányájához először lóvontatású, majd gőzmozdonyos vasutat építettek. Az utolsó sórakományok 1911-ben haladtak át a városon. 
1713-ban pestisjárvány dúlt Felső-Ausztriában. Maximilian Pagl a lambachi kolostor stadli születésű apátja fogadalmat tett, hogy ha az Úr Lambachot és környékét megóvja a járványtól, hálából templomot építtet. Miután a pestis alábbhagyott, 1714-ben elkezdték a Szentháromság-templom építését a Paura-dombon. Nevéhez illően a templom architektúráját a 3-as szám dominálja: három kapuja, három oltára és három orgonája van. A tervezéshez és a dekorációhoz a kor ismert művészeit kérték fel.     
A napóleoni háborúk során Stadlt többször megszállták. Az egyik ház falában ma is látható az ebből a korból származó ágyúgolyó és ezekre az időkre emlékeztet az ún. Francia kápolna. 
1911-ben gyermekotthon létesült Stadlban, ahol a kapucinusok Angyali Szeretetszolgálatának apácái árva és fogyatékos gyerekeket gondoztak. 1940-ben a nemzetiszocialista hatóságok bezárták az otthont, a gyerekeket Linzbe szállították. Feltételezések szerint az Aktion T4 eutanáziaprogram során meggyilkolták őket. 

## Lakosság
A stadl-paurai önkormányzat területén 2021 januárjában 4968 fő élt. A lakosságszám 1981 óta enyhén gyarapodó tendenciát mutat. 2018-ban az ittlakók 81,7%-a volt osztrák állampolgár; a külföldiek közül 2,1% a régi (2004 előtti), 5,9% az új EU-tagállamokból érkezett. 8% az egykori Jugoszlávia (Szlovénia és Horvátország nélkül) vagy Törökország, 2,2% egyéb országok polgára volt. 2001-ben a lakosok 70%-a római katolikusnak, 6,9% evangélikusnak, 4,1% ortodoxnak, 5,8% mohamedánnak, 11% pedig felekezeten kívülinek vallotta magát. Ugyanekkor 26 magyar élt a mezővárosban; a legnagyobb nemzetiségi csoportokat a németeken (87,3%) kívül a szerbek (4,8%), a törökök (2,3%) és a horvátok (2,1%) alkották. 
A népesség változása:

| 2016 | 4 957 |
| 2018 | 5 053 |

## Látnivalók
- a Szentháromság-plébániatemplom

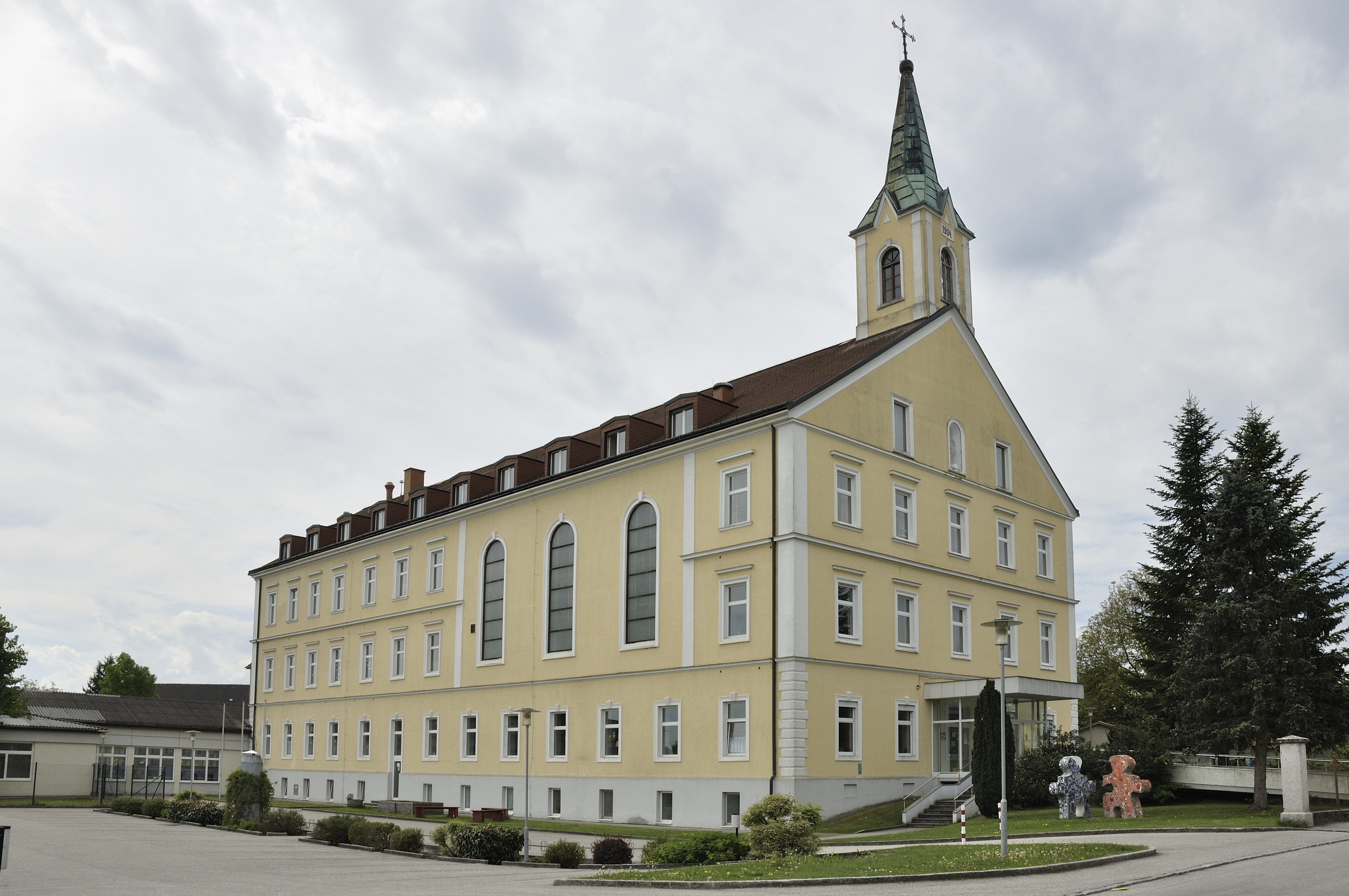
A Názáret-kolostor

- a katolikus plébánia (volt árvaház)
- a Názáret-kolostor
- a bárkamúzeum
- a lovascentrum

## Fordítás
- Ez a szócikk részben vagy egészben  a   Stadl-Paura című német Wikipédia-szócikk ezen változatának fordításán alapul.  Az eredeti cikk szerkesztőit annak laptörténete sorolja fel. Ez a jelzés csupán a megfogalmazás eredetét és a szerzői jogokat jelzi, nem szolgál a cikkben szereplő információk forrásmegjelöléseként.